# Ceabîn, Muncaci
Ceabîn (în ucraineană Чабин) este un sat în comuna Obava din raionul Muncaci, regiunea Transcarpatia, Ucraina.

## Demografie
Componența lingvistică a localității Ceabîn
     Ucraineană (95,24%)
     Rusă (3,57%)
     Germană (1,19%)
Conform recensământului din 2001, majoritatea populației localității Ceabîn era vorbitoare de ucraineană (95,24%), existând în minoritate și vorbitori de rusă (3,57%) și germană (1,19%).